# 原千代海
原 千代海（はら ちよみ、男、1907年（明治40年）2月22日 - 2005年（平成17年）4月13日）は、日本の劇作家、演劇評論家、イプセン戯曲の翻訳家。

## 略歴
大阪府出身。アテネ・フランセ高等科中退。
昭和初期、内村直也、田中千禾夫らと『劇作』同人として活躍、戦後は文学座主事、のち文化放送文芸部長としてラジオドラマを書いた。
その後、玉川大学文学部芸術学科演劇専攻講師、60歳でノルウェー語の独習を始め、原典によるイプセン戯曲の翻訳に専念。
二十年かけて全戯曲を完全個人訳した。
1990年ノルウェー国王より聖オーラフ勲章授与、『イプセン戯曲全集』で日本翻訳文化賞、2000年日本演劇協会・演劇功労賞受賞。97歳の長寿を保った。

## 著書
- 『原千代海一幕劇集』（未來社） 1968
- 『イプセン 生涯と作品』（玉川大学出版部） 1980、のち三一書房 1998
- 『イプセンの読み方』（岩波書店） 2001

## 翻訳
- 『魔法の公子 フランス童話』（ドオノア夫人、羽生書房） 1949
- 『ヘッダ・ガブラー』（イプセン、菅原卓共訳、京橋書院） 1950
- 『プチ・ショーズ ある少年の物語』（アルフォンス・ドーデ、岸田国士共訳、三笠書房） 1953、のち改訳版 岩波文庫 1957
- 『ナポレオン式の男』（サッシャ・ギトリー、白水社、現代世界戯曲選集） 1954
- 『買う女』（S・パッスール、白水社、現代世界戯曲選集） 1954
- 『演劇の運命』（ジャン＝リシャール・ブロック、未來社、てすぴす叢書） 1954
- 『メグレとしっぽのない小豚』（シメノン、早川書房、シメノン選集） 1955
- 『俳優の芸術』（アンドレ・ヴィリエ、白水社、文庫クセジュ） 1955
- 『クレランバール』（マルセル・エーメ、白水社、現代海外戯曲） 1956
- 『クック船長航海異聞』（ジロドゥ、白水社、ジロドゥ戯曲全集4） 1958
- 『チビ医者の犯罪診療簿』（ジョルジュ・シメノン、早川書房） 1958
- 『アルザスの宿』（ジョルジュ・シムノン、創元推理文庫） 1960
- 『海抜三千二百メートル』（ジュリアン・ルシェール、テアトロ） 1977.7
- 『イプセン戯曲全集』全5巻（未來社） 1989：ノルウェー語原典による完訳
- 『イプセンの手紙』（未來社） 1993.11
- 『人形の家』（イプセン、岩波文庫） 1996.5
- 『野鴨』（イプセン、岩波文庫） 1996.5
- 『ヘッダ・ガーブレル』（イプセン、岩波文庫） 1996.6
- 『幽霊』（イプセン、岩波文庫） 1996.6